# Alpaida calotypa
Alpaida calotypa är en spindelart som först beskrevs av Chamberlin 1916.  Alpaida calotypa ingår i släktet Alpaida och familjen hjulspindlar.
Artens utbredningsområde är Peru. Inga underarter finns listade i Catalogue of Life.